# Yoronjima
Yoronjima (与論島 (Dữ Luận đảo) tiếng Okinawa: ユンヌ Yunnu) là một đảo thuộc quần đảo Amami tại Nhật Bản. Yoron nằm cách 22 km về phía bắc của điểm Hedo, cực bắc của đảo Okinawa. Hòn đảo nằm dọc tuyến phân chia giữa Biển Hoa Đông và Thái Bình Dương, đây là đảo cực nam của tỉnh Kagoshima. Đảo cũng được gọi một cách không chính thức là Yorontō.
Yoronjima về mặt hành chính là thị trấn Yoron thuộc tỉnh Kagoshima. Đảo có diện tích 20,8 km² và chu vi là 23,5 km. Dân số trên đảo là 6.000 người. Đỉnh cao nhất nằm tại Yoron với cao độ 98 m trên mực nước biển. Sân bay Yoron (IATA: RNJ; ICAO: RORY) cung cấp dịch vụ hàng không tại đảo. Japan Air Commuter có các chuyến bay đến sân bay Kagoshima, sân bay Okinoerabu, và Ryukyu Air Commuter có các chuyến bay đến sân bay Naha.
Các tuyến phà của Marix và A Line hoạt động giữa cảng Yoron và Kagoshima, Amami Ōshima, và các điểm đến khác tại địa phương, cũng như Kobe và Osaka.
Yoronjima có ngành sản xuất muối và giấm mía. Đây là một hòn đảo san hô với các rạn san hô bao quanh đến trên 80 bờ biển. Khi Okinawa vẫn còn nằm dưới quyền kiểm soát của Hoa Kỳ, Yoronjima là hòn đảo cực nam mà người Nhật Bản ở đất liền có thể đến vào các dịp nghỉ ngơi và do vậy đã trở thành một địa điểm du lịch. Du lịch nay vẫn là một ngành kinh tế lớn của địa phương, với các khu nghỉ dưỡng, lặn, thuyền có đáy kính để ngắm biển và các môn thể thao phổ biển khác.